# Ariel Suárez
Ariel Suárez (24 de fevereiro de 1980) é um remador argentino, medalhista de prata nos Jogos Pan-Americanos de 2007 e campeão na edição seguinte em Guadalajara 2011. Atualmente atua pelo Vasco da Gama no Rio de Janeiro.

## Olimpíada de Londres 2012
Participou das Olimpíadas no Double Skiff com o seu companheiro de seleção e de clube, Cristian Rosso.
Ariel e Cristian fizeram uma campanha muito boa e ficaram em 4° lugar com o tempo de 6:36.36